# Port lotniczy Soalala
Port lotniczy Soalala (IATA: DWB, ICAO: FMNO) – port lotniczy położony w Soalala, w prowincji Mahajanga, na Madagaskarze. Pas startowy ma powierzchnię betonową, natomiast jego długość wynosi 1250 m.

## Linie lotnicze i połączenia
| Linia Lotnicza | Kierunek        |
| -------------- | --------------- |
| Air Madagascar | 1. Antananarywa |